# Squalene sintasi
Squalene sintasi è un enzima microsomiale (numero EC 2.5.1.21) appartenente alla classe delle transferasi, che catalizza la trasformazione di due molecole di farnesil pirofosfato in squalene
2 farnesil pirofosfato ⇄ pirofosfato + presqualene pirofosfato
presqualene pirofosfato + NAD(P)H + H+ ⇄ squalene + pirofosfato + NAD(P)+